# Parlement de Navarre (Pau)
Pour les articles homonymes, voir Parlement de Navarre.
Le Parlement de Navarre est une ancienne cour de justice, fondée en 1620 par Louis XIII à la suite de l'annexion de la Navarre et du Béarn au royaume de France. Le bâtiment occupé par le Parlement de Navarre est l'ancien palais de justice de Pau. Construit en 1585, il est situé en face du château de Pau et est désormais utilisé par le conseil départemental des Pyrénées-Atlantiques.

## Histoire

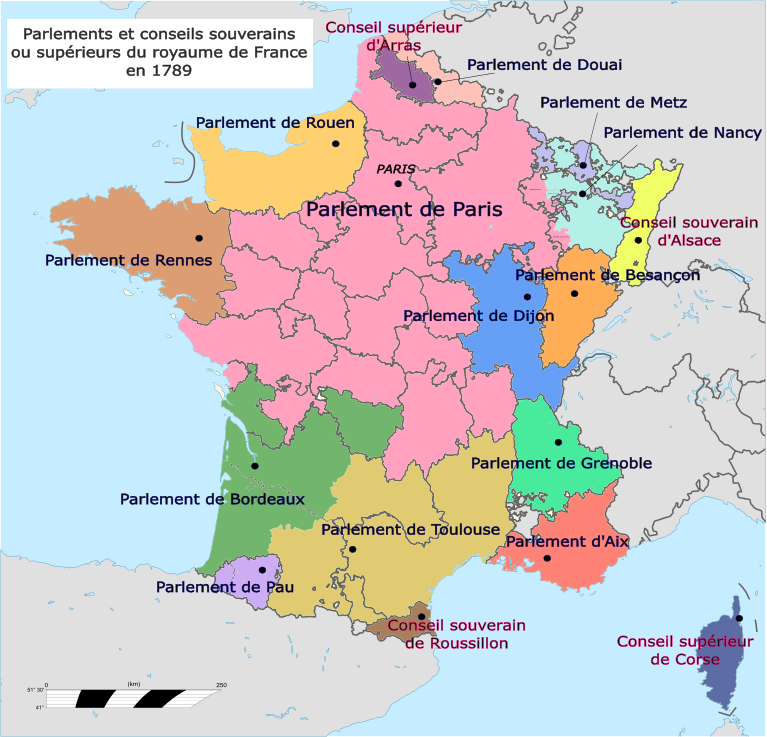
Carte des Parlements en 1789

Le parlement de Pau ou parlement de Navarre séant à Pau était un parlement d'Ancien Régime créé par le roi de France, Louis XIII, en 1620 à la suite du rattachement du Béarn et de la Navarre, des vallées d'Andorre et du Donezan à la couronne de France,. Son ressort comprenait la Basse-Navarre, la Soule et le Béarn. Il était l’héritier de divers conseils établis par les princes de Béarn depuis le XIe siècle (Cour de Béarn, Cour majour et Conseil souverain de Béarn). Il était composé du Conseil souverain de Béarn et de la chancellerie de Navarre. Pierre de Marca a été nommé président de ce parlement par Louis XIII en 1621.
Le ressort du nouveau parlement était l’un des plus restreints du royaume : Béarn, Navarre puis Soule à partir de 1691 au détriment de la Cour de Guyenne. Son extension était en effet limitée par celle de ses puissants voisins, le Parlement de Toulouse et le Parlement de Bordeaux, même si d’autres projets de rattachement au Parlement de Navarre séant à Pau (tels sénéchaussée des Lannes, pays de Labourd, comté de Bigorre et sénéchaussée de Rivière-Basse) ont été envisagés.

## Composition

### Composition initiale (1620)
Union de la Chancellerie du royaume de Navarre et du Conseil souverain de Béarn:
- trois offices de président à mortier
  - le vice-chancelier du royaume de Navarre
  - les deux présidents du Conseil souverain de Béarn
- dix-neuf offices de conseiller
  - cinq conseillers de la Chancellerie du royaume de Navarre
  - douze conseillers du Conseil souverain de Béarn
  - deux procureurs généraux du Conseil souverain de Béarn
- deux offices d'avocat général
  - le procureur général de la Chancellerie du royaume de Navarre
  - l'avocat général du Conseil souverain de Béarn
- un office de procureur général
  - l'avocat général de la Chancellerie du royaume de Navarre

### Modifications de 1621
Création de nouveaux offices:
- création de l'office de premier président
- création de deux offices supplémentaires de conseiller (total 21 conseillers)

### Modifications de 1639
Création d'un nouvel office:
- création d'un office supplémentaire de conseiller (total 22 conseillers)

### Modifications de 1691
Intégration des membres de la Chambre des comptes de Navarre:
- intégration de trois offices de président à mortier (total 6 présidents à mortier)
- intégration de quatorze offices de conseiller (total 36 conseillers)
- intégration des deux avocats généraux en qualité de conseillers (total 38 conseillers)
- intégration du procureur général en qualité de conseiller (total 39 conseillers)

Création de nouveaux offices:
- création d'un office de président à mortier (total 7 présidents à mortier)
- création de six offices de conseiller (total 45 conseillers)

### Modifications de 1692
Création d'un nouvel office:
- création d'un office supplémentaire de conseiller (total 46 conseillers)

### Modification de 1702
Création de nouveaux offices:
- création de deux offices de chevalier d'honneur

### Composition stabilisée (1702-1789)
- Un office de premier président
- Sept offices de président à mortier
- Deux offices de chevalier d'honneur
- Quarante-six offices de conseiller
- Deux offices d'avocat général
- Un office de procureur général

### Crise parlementaire (1765-1775)
- Un office de premier président
- Cinq offices de président à mortier
- Deux offices de chevalier d'honneur
- Vingt offices de conseiller
- Deux offices d'avocat général
- Un office de procureur général

## Liste des premiers présidents
Tous les premiers présidents sont étrangers à la Navarre et au Béarn, sauf le dernier d'entre-eux.
- 1620-1622 : Jean Daffis
- 1622-1664 : Bernard de Lavie
- 1664-1685 : Thibaud de Lavie, fils du précédent
- 1685-1701 : René d'Alon
- 1701-1704 : Romain d'Alon, fils du précédent
- 1704-1710 : François de Bertier
- 1710-1724 : Gui de Fenouil
- 1724-1729 : Mathieu de Montholon
- 1729-1733 : Alexandre de Roux de Gaubert
- 1733-1758 : Paul de Roux de Gaubert, fils du précédent
- 1759-1777 : Pierre-Gaston Gillet de Lacaze
- 1778-1789 : Jean-Baptiste-François Gillet de Lacaze, fils du précédent
- 1789-1790 : François de Casamajor de Charritte (président à mortier depuis 1757)

## Liste des présidents à mortier
Sept postes de président à mortier créés progressivement entre 1621 et 1691.
Création de 1621
- 1621-1628 : Jacques de Gassion, président au Conseil souverain de Béarn
- 1628-1663 : Jean de Gassion, fils du précédent
- 1664-1707 : Pierre de Gassion, fils du précédent
- 1707-1759 : Jean-Henri de Gassion, fils du précédent
- 1759-1760 : Bertrand d'Abbadie d'Ithorrots
- 1763-1790 : Jean d'Abbadie d'Ithorrots, fils du précédent, suspendu (1765-1775)

Création de 1621
- 1621-1644 : Pierre de Marca, président au Conseil souverain de Béarn
- 1644-1689 : Galactoire de Marca, fils du précédent
- 1690-1707 : Jacques d'Abbadie d'Orognen
- 1707-1751 : Mathieu-Philippe d'Abbadie d'Orognen, fils du précédent
- 1751-1790 : Martin-Simon de Dupla, suspendu (1765-1775)

Création de 1621
- 1624-1652 : Jean d'Esquille, vice-chancelier du royaume de Navarre
- 1652-1673 : Jean d'Esquille, fils du précédent
- 1673-1723 : Arnaud d'Esquille, fils du précédent
- 1724-1748 : Armand-Ignace d'Esquille, fils du précédent
- 1748-1790 : Armand d'Esquille, fils du précédent, suspendu (1765-1775)

Creation de 1691
- 1691-1700 : Antoine du Pont, premier président de la Chambre des comptes de Navarre
- 1707-1731 : Armand de Casaux, gendre du précédent
- 1731-1776 : Jacques de Casamajor de Jasses, gendre du précédent, suspendu (1765-1775)
- 1776-1790 : Jean de Casamajor de Jasses, fils du précédent

Création de 1691
- 1691-1717 : Antoine de Bayard, président à mortier à la Chambre des comptes de Navarre
- 1717-1740 : Paul-Joseph Desclaux de Mesplès
- 1740-1751 : Dominique Desclaux de Mesplès, fils du précédent
- 1751-1790 : Jean-César de Mesplès d'Esquiule, gendre du premier président Paul de Roux de Gaubert, suspendu (1765-1775)

Création de 1691
- 1691-1712 : Jacques-Joseph de Doat, président à mortier à la Chambre des comptes de Navarre
- 1713-1775 : Jean-Bernard de Doat, fils du précédent
- 1775-1776 : Clément-Xavier de Pujo de Lafitole, gendre du précédent
- 1781-1790 : Henri de Pujo de Lafitole, fils du précédent

Création de 1691
- 1691-1732 : Charles Deschiens de La Neuville
- 1732-1757 : Charles Casamajor de Charritte
- 1757-1789 : François de Casamajor de Charritte, fils du précédent, suspendu (1765-1775)
- 1789-1790 : Jean-Baptiste d'Esquille, fils d'Armand d'Esquille

Créations provisoires 1765-1775
- 1765-1775 : Jean-Bernard de Doat, président à mortier sortant, mort en charge
- 1765-1774 : Jean de Broca, conseiller sortant, mort en charge
- 1765-1775 : Jean-Raymond de Courrèges d'Agnos, conseiller sortant
- 1765-1775 : Antoine de Faget de Pomps, avocat général sortant
- 1765-1775 : Samuel-Ignace de Montaut, conseiller sortant

## Architecture

### Édifice principal
Le Parlement de Navarre a été implanté en 1620 dans l'ancien palais de Justice construit en 1585 sous l'ordre d'Henri IV, et sur l'emplacement de la maison des évêques de Lescar et du cimetière Saint-Martin. Le bâtiment principal fut incendié en 1716. Malgré un projet de reconstruction en bordure de la Place Royale, il fut rebâti sur le même emplacement dès 1722.

### La tour du Parlement
La tour qui côtoie le Parlement est, quant à elle, un vestige de l'ancienne église Saint-Martin de Pau. Il s'agit du clocher de cette église détruite en 1884 pour laisser place à une église plus grande à l'est de ce site. Le clocher de l'église avait déjà été démoli jusqu'au premier étage en 1794, il fut rebâti ensuite en bois en 1805 avant d'être reconstruit complètement vers 1870 lors de l'édification de la nouvelle église. Cet ancien clocher est, désormais, souvent considéré comme la tour du Parlement de Navarre.

## XXIesiècle
Abandonné après la construction de l’actuel Palais de Justice en 1856, il connut de nombreuses vicissitudes devenant successivement une école primaire, un musée, un dépôt pour les archives départementales et même de magasin pour l'habillement militaire. Il fut finalement racheté et restauré pour abriter le Conseil général du département à partir de 1927. En 2000, le Conseil général des Pyrénées-Atlantiques acheva la construction du nouvel hôtel de département en contrebas du château de Pau. Depuis, le Parlement de Navarre accueille l'assemblée départementale ainsi que différentes réunions de travail.